# ストライクウィッチーズ オリジナル・サウンドトラック
『ストライクウィッチーズ オリジナル・サウンドトラック』は、テレビアニメ『ストライクウィッチーズ』とその劇場版である『ストライクウィッチーズ劇場版』のサウンドトラックシリーズ。

## ストライクウィッチーズ オリジナル・サウンドトラック
テレビアニメ第1期『ストライクウィッチーズ』のサウンドトラック。2008年9月24日に コロムビアミュージックエンタテインメントから発売された。アニメ本編のBGMに加え、オープニングとエンディングのTVサイズを収録。
ディスクジャケットには宮藤芳佳がプリントされている。18曲目には、「サーニャのうた」のピアノ・バージョンが収録されている。作曲は全て長岡成貢による。

### 収録曲
1. 西暦1939年
2. STRIKE WITCHES 〜わたしにできること〜 [1:29] 
  - 歌：石田燿子
  - 作詞：只野菜摘・高村和宏、作曲・編曲：宅見将典
3. 芳佳、その力
4. 父への想い
5. ストライカーの飛翔
6. ネウロイ襲撃
7. 傷ついた戦士たち
8. みんなを守るために
9. ウィッチの斗い
10. 哀しみ
11. 訓練開始
12. カールスラントの悲劇
13. バルクホルンの想い
14. 浜辺にて
15. 飛べ!シャーリー
16. 栄光の記録
17. 少女たち
18. サーニャのうた（ピアノ・バージョン）
  - 歌：石田燿子
  - 作詞・編曲：長岡成貢
19. 犯人は誰だ
20. つかの間の安らぎ
21. 郷愁のパ・ド・カレー
22. 悲恋
23. ミーナと坂本
24. 再会
25. ペリーヌ
26. 決闘
27. スピードレース
28. ネウロイとコンタクト
29. 苦悩
30. ネウロイの巣へ
31. 急襲
32. 陰謀
33. ウォーロックの異変
34. 大決戦
35. 平和の祈り
36. ブックマーク ア・ヘッド [1:29] 
  - 歌：宮藤芳佳（福圓美里）、坂本美緒（千葉紗子）
  - 作詞：只野菜摘、作曲・編曲：橋本由香利

## ストライクウィッチーズ2 オリジナル・サウンドトラック
テレビアニメ第2期『ストライクウィッチーズ2』のサウンドトラック。2010年9月22日にコロムビアミュージックエンタテインメントから発売された。
アニメ本編のBGMに加え、オープニングのTVサイズと、第6話「空より高く」の挿入歌「Sweet Duet」、及び2種類のオープニングのオフヴォーカルが収録されている。
テレビアニメ第6話のクライマックス部分で使用され本アルバムに収録されている「Sweet Duet」は、テレビアニメ第1期放送時に発売されたキャラクターソング集『ストライクウィッチーズ 秘め歌コレクション2 サーニャ・V・リトヴャク&エイラ・イルマタル・ユーティライネン』に収録されていた楽曲のアレンジで、“New Version”と銘打たれている。
ディスクジャケットには宮藤芳佳がプリントされている。
音楽は第1期と同じく長岡成貢が手掛けている。

### 収録曲
1. トラヤヌス作戦
2. STRIKE WITCHES 2 ～笑顔の魔法～ (TVサイズ)
  - 歌：石田燿子
  - 作詞：高村和宏・森浩太 / 作曲：森浩太 / 編曲：大堀薫
3. 連合艦隊
4. 坂本の想い
5. 出撃
6. 仲間達
7. アンナ
8. 三本の箒
9. ジェットストライカー
10. 友情
11. マリア
12. ロマーニャの休日
13. 守りたい
14. ノーブレス・オブリージュ
15. 笑顔の魔法 (Slow Instrumental Version)
16. 成層圏へ向かって
17. Sweet Duet (New Version)
  - 歌：サーニャ・V・リトヴャク＆エイラ・イルマタル・ユーティライネン
  - 作詞：三浦誠司 / 作曲・編曲：Funta7
18. 寛ぎのひととき
19. 小さな侵入者
20. 失った翼
21. 迫り来る危機
22. ウィッチの斗い (Electric Guitar Version)
23. 地下神殿
24. 策略
25. ネウロイの脅威
26. 戦艦大和
27. 死闘
28. 笑顔の魔法 (Fast Instrumental Version)
29. 天空より永遠に
30. 栄光の501
31. ストライクウィッチーズ -蒼空の電撃戦 新隊長 奮闘する！- メイン・テーマ
32. ストライクウィッチーズ あなたとできること -A Little Peaceful Days- メイン・テーマ
33. ストライクウィッチーズ 白銀の翼 メイン・テーマ 大空の乙女たち

## ストライクウィッチーズ劇場版 オリジナル・サウンドトラック
『ストライクウィッチーズ劇場版 オリジナル・サウンドトラック』は2012年3月21日に発売された『ストライクウィッチーズ劇場版』のサウンドトラックである。テレビアニメ一期・二期同様、作曲は全て長岡成貢が手掛けている。また、劇場版BGMに加え、劇場版主題歌である『約束の空へ ～私のいた場所～』も収録されている。

### 収録曲
1. 人類VSネウロイ(原曲：トラヤヌス作戦)
2. ストライクウィッチーズ－メインタイトル－(原曲：ウィッチの斗い)
3. 新型ネウロイ出現
4. 芳佳と美千子(原曲：友情)
5. 服部静夏
6. 欧州へ
7. レガタ・ストリカ
8. ストライカー発進(原曲：飛べ!シャーリー)
9. ヴェネツィア上空の戦い
10. 静夏と芳佳 ～寛ぎの時～
11. 芳佳の一日(原曲：犯人は誰だ)
12. 天城の危機
13. 諦めない心
14. 再会の喜び
15. ガリア(原曲：仲間達)
16. 静夏の迷い
17. リーネからのプレゼント(原曲：三本の箒)
18. エイラとサーニャ(原曲：つかの間の安らぎ)
19. 祈り
20. 安らぎの時間(原曲：ペリーヌ)
21. 不可解なネウロイ
22. バルクホルン出撃(原曲：ジェットストライカー)
23. 空中戦(原曲：出撃)
24. ハルトマンの戦い(原曲：成層圏へ向かって)
25. 迫り来るネウロイ(原曲：迫り来る危機)
26. 静夏、出撃
27. 苦戦(原曲：急襲)
28. 連合軍基地の殲滅
29. 宮藤の復活(原曲：みんなを守るために)
30. 501の戦い(原曲：守りたい)
31. 震電、再び(原曲：平和の祈り)
32. フォーメーション・ユリウス
33. 501再結成(原曲：ストライカーの飛翔)
34. 約束の空へ〜私のいた場所〜
  - 歌：石田燿子＆第501統合戦闘航空団with服部静夏　「ストライクウィッチーズ劇場版」主題歌